# Meldezettel (Österreich)

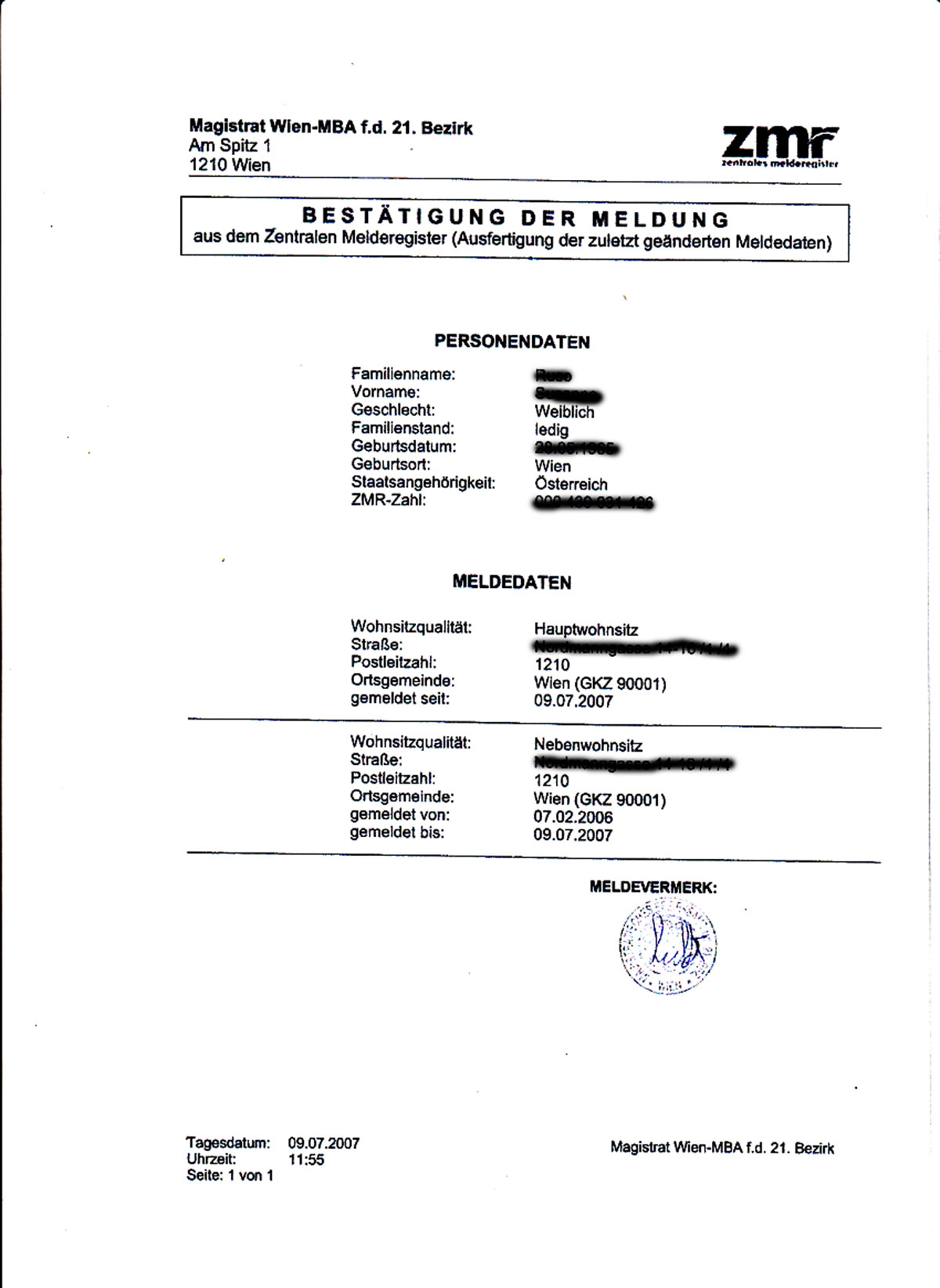
Bestätigung der Meldung („Meldezettel“) aus dem ZMR von 2007

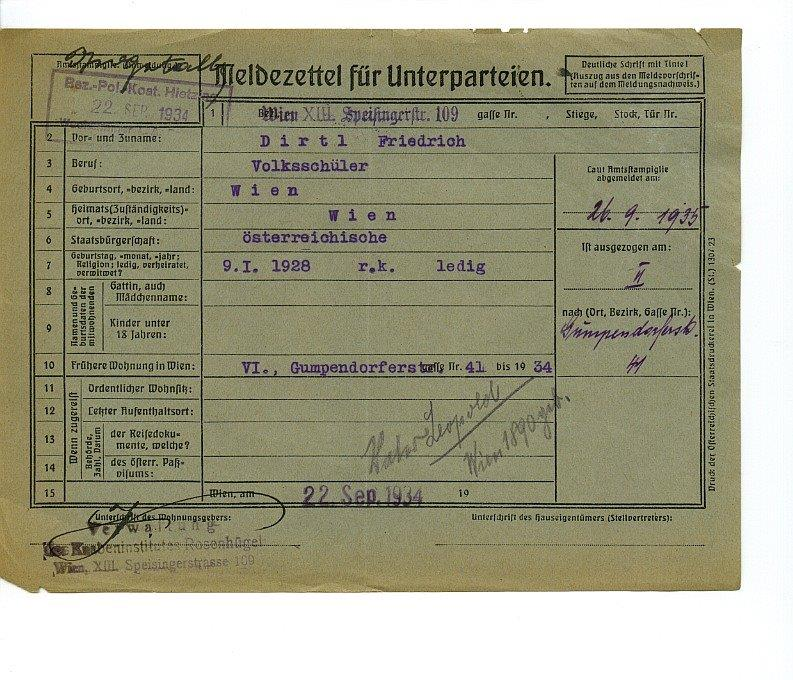
Meldezettel für Unterparteien der Stadt Wien von 1934

Als Meldezettel wird in Österreich jene amtliche Bescheinigung bezeichnet, mit der die Meldung des ordentlichen Wohnsitzes oder längeren Aufenthalts nachgewiesen wird. Eine solche Meldung ist der Verwaltungsbehörde bei der erstmaligen Begründung eines Wohnsitzes, beim Wechsel des Wohnsitzes und bei längeren Aufenthalten an anderen Orten als dem Wohnsitz zu machen. Maßgebliche gesetzliche Bestimmung ist das Meldegesetz 1991.
Die Meldung des Wohnsitzes/Wohnsitzwechsels ist in Österreich verpflichtend und beim zuständigen Meldeamt der Gemeindeverwaltung einzureichen. Meldebehörde selbst ist gemäß Meldegesetz der jeweilige Bürgermeister. Die Daten werden von der Behörde im Zentralen Melderegister (ZMR) gespeichert und eine Ausfertigung des Meldezettels wird dem Wohnsitznehmer als behördlich ausgestelltes Dokument (Bestätigung der Meldung) übergeben. Ab der Erstmeldung kann der Meldezettel als aktualisierter Melderegisterauszug gesehen werden.
Das Formular des Meldezettels ist bei den Meldeämtern, online und bei manchen Trafiken verfügbar.

## Begriffsbestimmung
Vor dem 1. März 2002 trug das Bestätigungsdokument offiziell die Bezeichnung Meldezettel, bis diese an jenem Stichtag durch die heute anzutreffende Bezeichnung Bestätigung der Meldung ersetzt wurde. Die Behörde unterscheidet nun zwischen dem Antragsformular für die Meldung an sich (Meldezettel „neu“) sowie der nach erfolgreichem Antrag ausgehändigten Bestätigung (Bestätigung der Meldung, Meldezettel „alt“). In der Umgangssprache wird jedoch weiterhin kein Unterschied gemacht. Dienstleister (Telefongesellschaften, Energieversorgungsbetriebe etc.) verlangen bei Vertragsabschluss in der Regel die Vorlage eines „Meldezettels“. Bei Behörden ist eine Vorlage jedoch nicht mehr notwendig, da nunmehr alle Behörden Zugriff auf das Zentrale Melderegister haben. Auch die (privaten) Kfz-Zulassungsstellen verifizieren den Hauptwohnsitz mittlerweile online. Die je Abfrage anfallenden Kosten werden an die Antragsteller weiterverrechnet.